# Klaas Zwaan
Klaas Zwaan (Bunschoten, 24 september 1922 - 1998) was een Nederlands kunstschilder.

## Biografie
Klaas Zwaan woonde en werkte in Bunschoten-Spakenburg. Hij werkte ook in Eemnes, Laren en Harderwijk, maar ook in Frankrijk, België, Italië en Spanje. In 1993 verscheen er een boek over Klaas Zwaan getiteld; "Schilderijen van Klaas Zwaan" schilder in Spakenburg. In de jaren 90 verschenen zijn werken op ansichtkaarten, waardoor Zwaan wereldwijd meer bekendheid kreeg. Zwaan overleed in 1998.

## Werken
Van de volgende werken is bekend dat zij van Zwaans hand zijn
1. Eerste huusje op Diek (1970)[1]
2. De haven van Spakenburg (1970)
3. Botter op het ijsselmeer (1972)
4. Stilleven (1977)

- International Standard Name Identifier: 0000 0003 9688 1959
- Nederlandse Thesaurus van Auteursnamen: 11467292X
- RKD-Nederlands Instituut voor Kunstgeschiedenis: 86690
- Virtual International Authority File: 291948800
- WorldCat: E39PBJbGVpFcY4BM9FrjRKRFrq